# Sabará

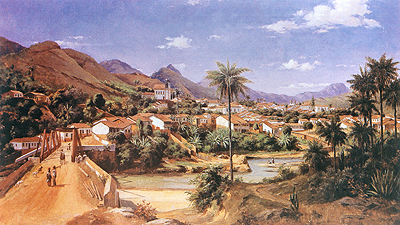
Johann Georg Grimm, Vista Panorâmica de Sabará no século XIX

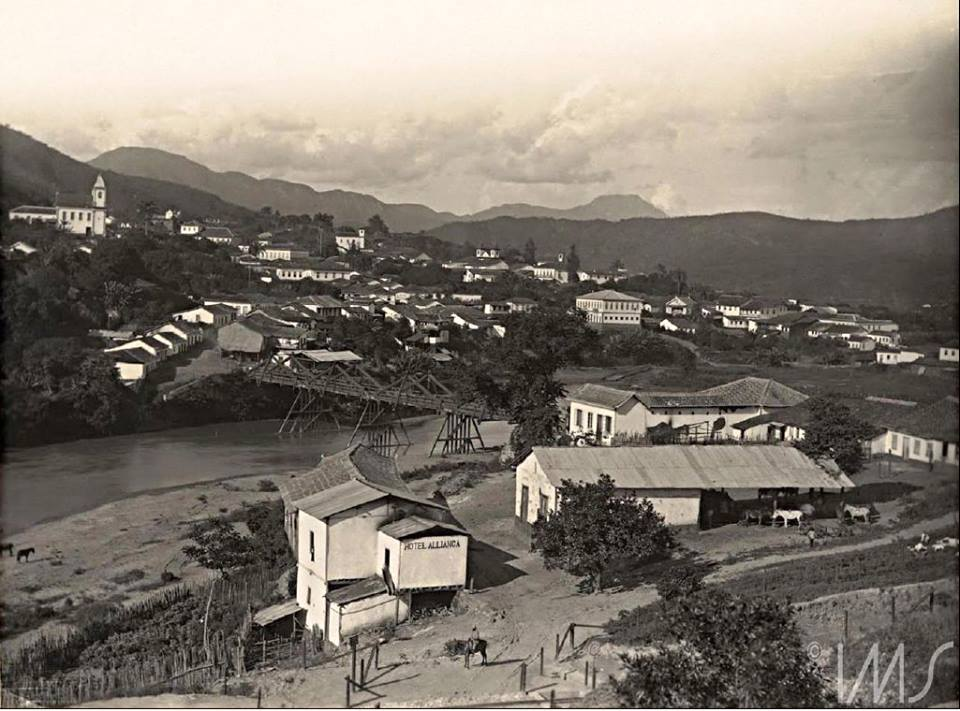
Sabará em 1880. Marc Ferrez. Acervo Instituto Moreira Salles

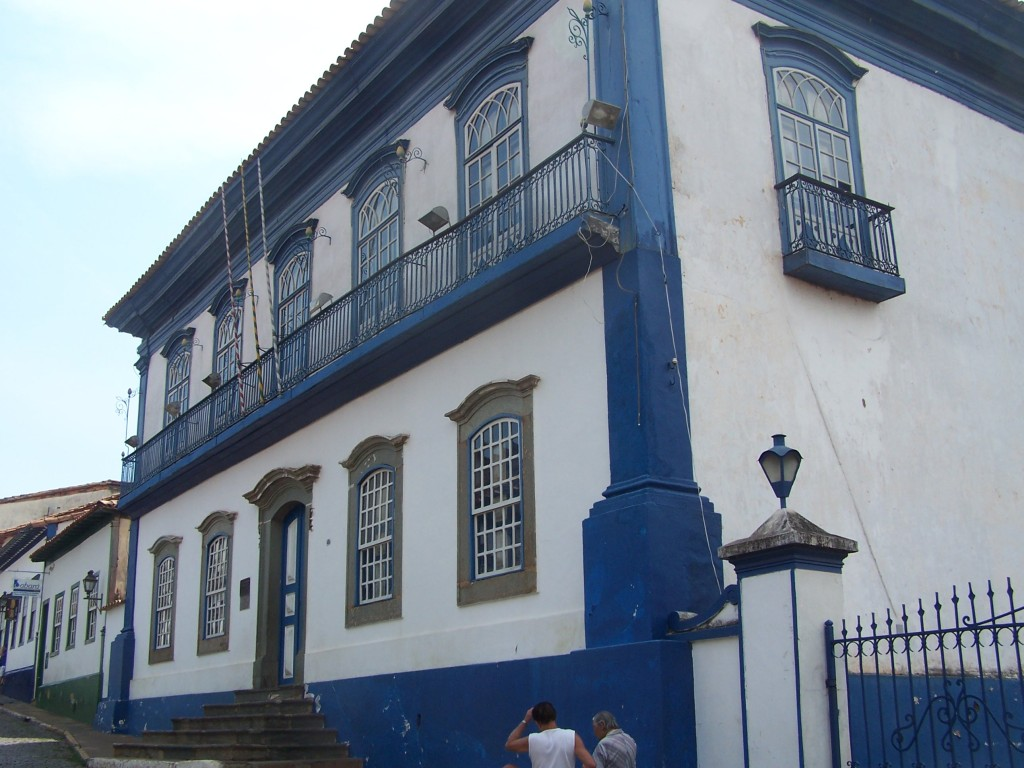
Solar Padre Correa
(atual prefeitura)

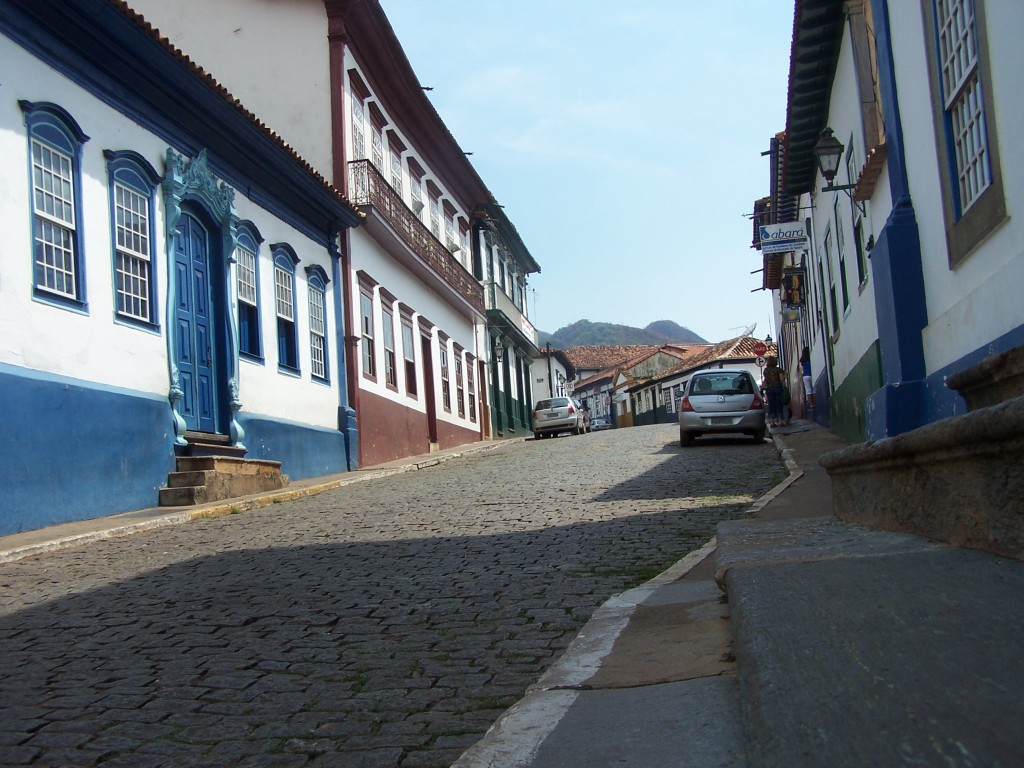
Rua dom Pedro II
(antiga Rua Direita)

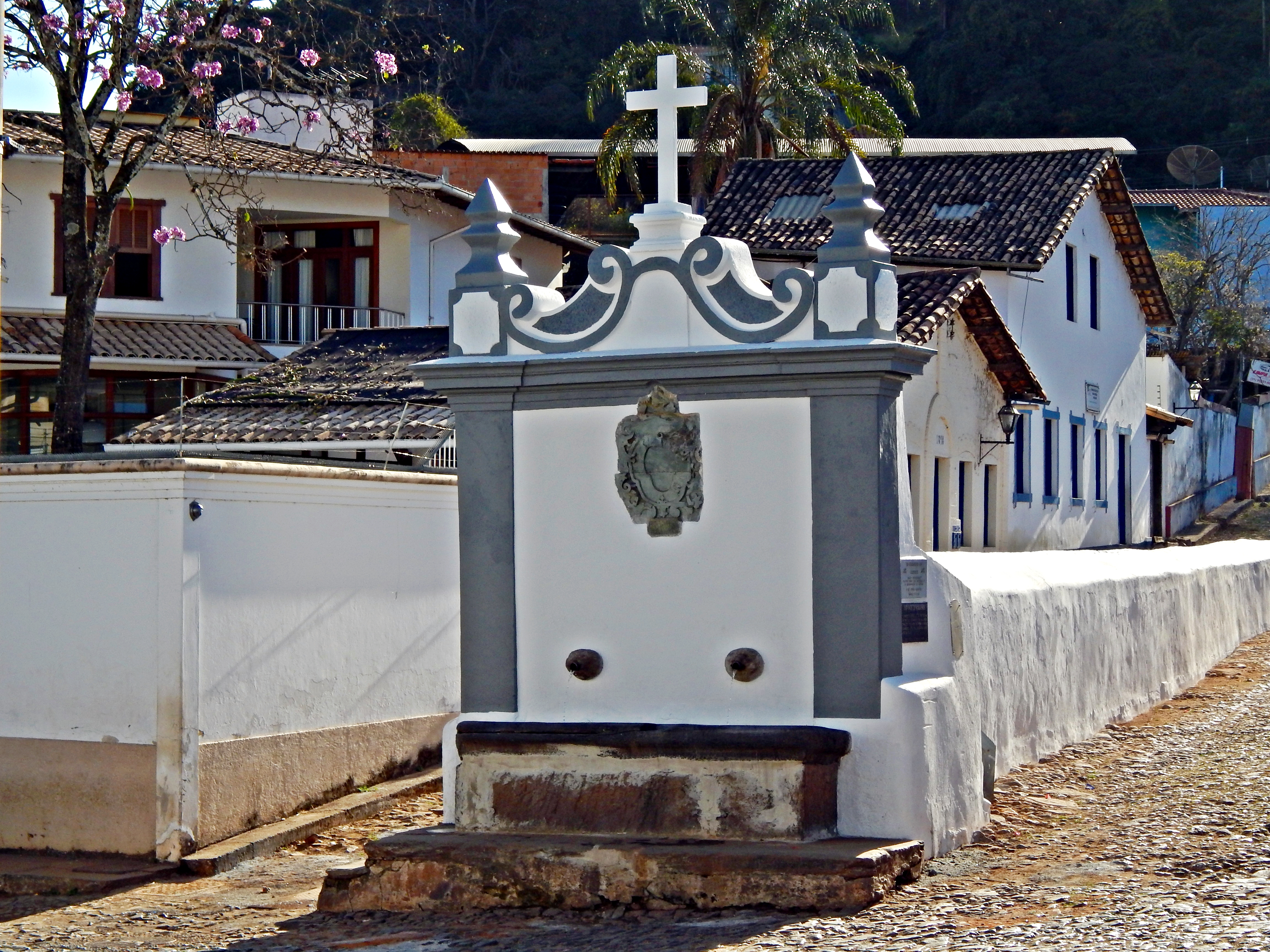
Chafariz do Kaquende após restauração em julho 2021

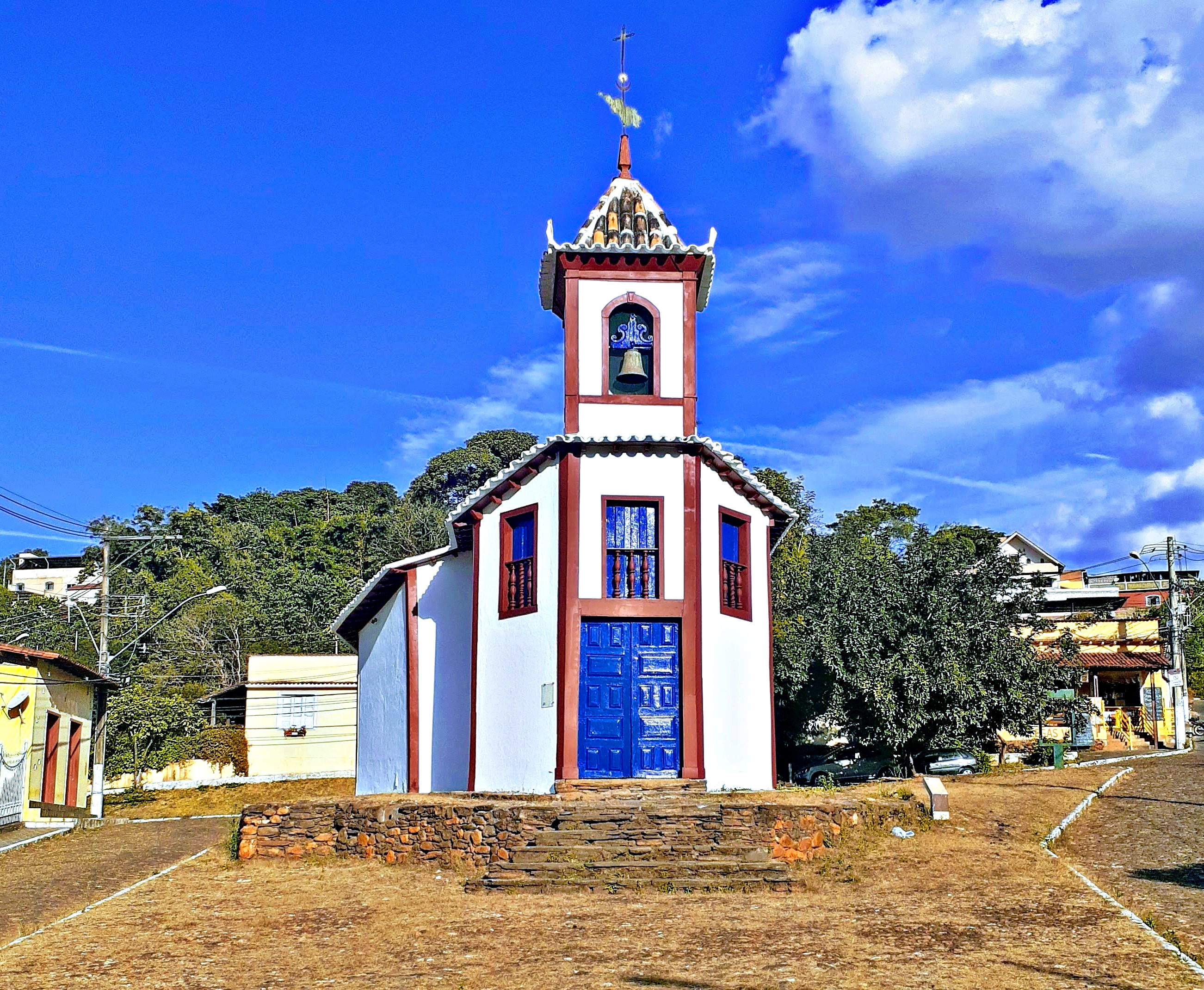
Igreja de Nossa Senhora do Ó de Sabará

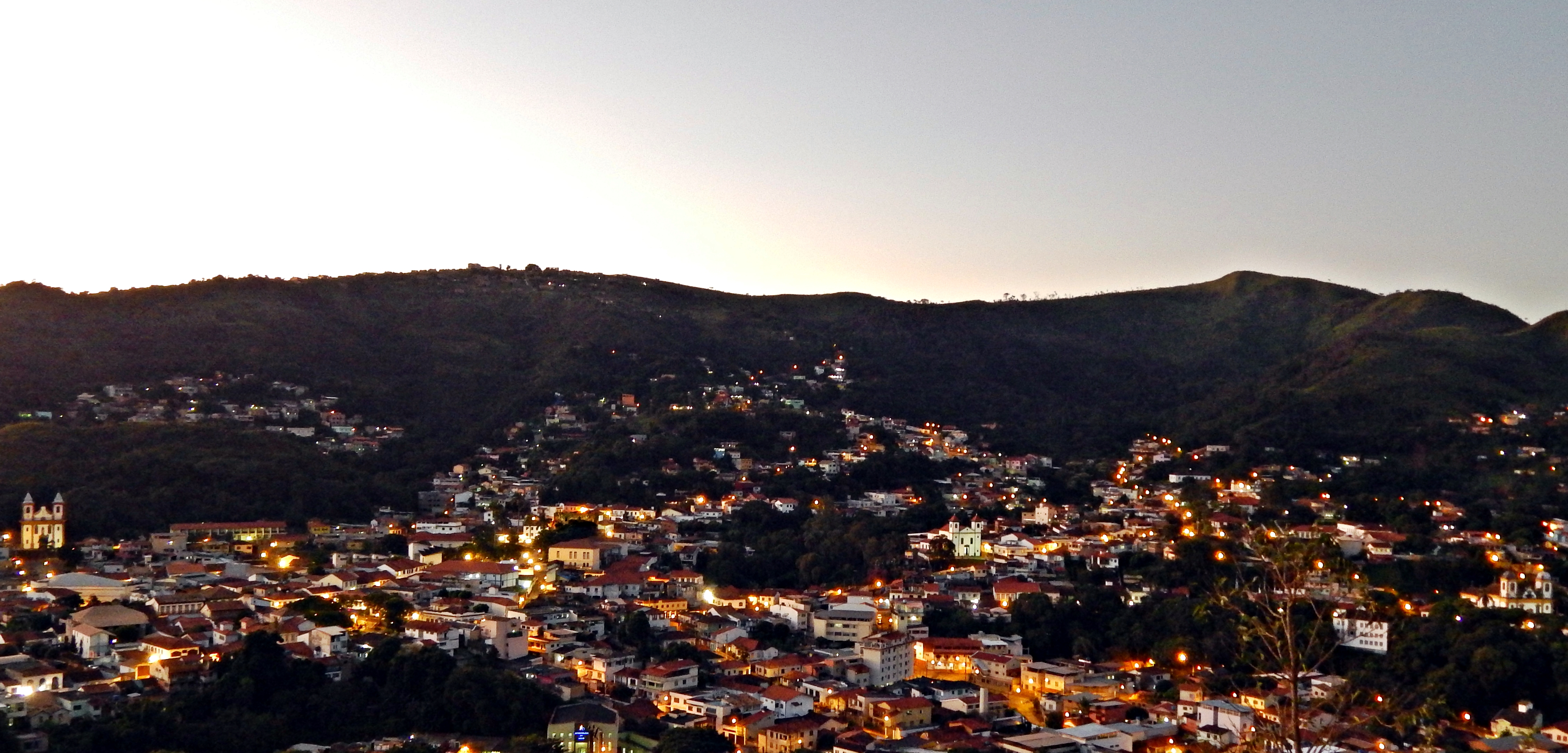
Centro histórico de Sabará ao anoitecer

Sabará é um município brasileiro no estado de Minas Gerais, Região Sudeste do país. Localiza-se na Região Metropolitana de Belo Horizonte e ocupa uma área de 302,453 km², sendo que 31 km² estão em perímetro urbano. Sua população foi recenseada em 129 372 habitantes em 2022. É constituído pelos distritos de Carvalho de Brito, Ravena e Mestre Caetano, além do distrito-sede.

## Topônimo
"Sabará" é a forma abreviada do termo tupi tesáberabusu, que significa "grandes olhos brilhantes" (tesá, olho + berab, brilhante + usu, grande), numa referência às pepitas de ouro que foram encontradas na região.

## História
Sabará teve origem com a formação de um arraial de bandeirantes no fim do século XVII. O povoado cresceu e foi criada a freguesia em 1707, que foi elevada a vila. Posteriormente, a vila se tornou município, em 1711, com o nome de Vila Real de Nossa Senhora da Conceição do Sabará. Em 1838, Sabará se tornou cidade.
A história de Sabará está ligada à descoberta de ouro na região, então conhecida como Sabarabuçu, em finais do século XVII. Borba Gato foi um bandeirante paulista de grande importância neste processo, já que ele foi o descobridor do ouro as margens do Rio das Velhas. Logo após a descoberta, Borba Gato foi o responsável por controlar as lavras, enviando os impostos devidos para a Coroa Portuguesa. Ele era genro do também bandeirante Fernão Dias. Predomina, hoje, a  versão de que, quando o bandeirante paulista lá chegou, já encontrou uma povoação e que o núcleo urbano por ele criado foi, na verdade, Santo Antônio do Bom Retiro da Roça Grande, que está um pouco antes da entrada de Sabará, do outro lado do Rio das Velhas.
A origem do nome é bastante controvertida. O viajante inglês Richard Burton ouviu, em 1867, que ele teria sido tomado de um velho pajé que ali viveu em tempos remotos. Outro viajante, o sábio francês Saint-Hilaire, também dá uma versão pouco consistente, misturando corruptelas de termos indígenas. Segundo o historiador mineiro Diogo de Vasconcelos, o nome tem a ver com as particularidades geográficas da junção de um rio menor com um rio maior, como ocorre no sítio em que a cidade foi criada, onde o ribeirão Sabará deságua no rio das Velhas. Isso é bem mais aceitável, sabedores que somos de que os índios brasileiros das mais diversas nações sempre identificavam os acidentes geográficos compondo nomes, conforme a figuração ou ideia concreta ou abstrata que tais acidentes sugeriam.
Sabará foi elevada a categoria de vila por Antônio de Albuquerque, logo após o fim da Guerra dos Emboabas, juntamente com o Ribeirão do Carmo e Vila Rica. Como sede de comarca de uma importante região aurífera, possuía  a sua odiada casa de fundição, para onde deveria ser levado todo o ouro extraído na região para ser fundido em barras e devidamente taxado. A antiga comarca de Sabará era a maior de Minas Gerais, atingindo até a região de Paracatu e o Triângulo Mineiro.
Foi em Sabará que morreu um dos delatores da Inconfidência Mineira, o coronel do regimento de auxiliares de Paracatu, Basílio de Brito Malheiro do Lago. Morreu amaldiçoando o Brasil e os brasileiros e temendo ser emboscado em algum beco escuro, punido pelo povo de Sabará pela sua vil delação. Daqui também saiu um dos mais implacáveis devassantes da Inconfidência, o desembargador César Manitti, ouvidor da Comarca e escrivão do tribunal que condenou os inconfidentes.
No princípio do século XIX, Sabará era dividida em cidade velha e cidade nova. A cidade velha era a região onde hoje ficam as igrejas de Nossa Senhora do Ó e Nossa Senhora da Conceição e a cidade nova era a região que abrange o centro histórico e a parte baixa, em direção ao rio.
Em 1823, Sabará recebeu o título de Fidelíssima, por decreto de D. Pedro I, pela rápida adesão da província de Minas Gerais à causa da Independência.

## Turismo

### Casarões
Sabará possui alguns trechos históricos preservados, especialmente no centro da cidade. Na Rua Pedro II, antiga Rua Direita, encontram-se alguns casarões, especialmente do século XVIII e XIX. A mais importante rua da antiga Vila tem  seu conjunto arquitetônico tombado pelo Instituto do Patrimônio Histórico e Artístico Nacional (IPHAN). Destaca-se o Solar do Padre Correa ou de Jacinto Dias construído em 1773, que possui escadarias de madeira de jacarandá e talha da terceira fase do Barroco Mineiro, onde funciona hoje a prefeitura. Ali já se hospedaram figuras ilustres como dom Pedro I e dom Pedro II. Seu antigo proprietário, o padre José Correa da Silva, era suspeito de ser inconfidente e assim, provavelmente, as paredes dessa casa devem ter escutado muito xingamento contra a Coroa e o governador Cunha Menezes; o Fanfarrão Minésio ridicularizado nas Cartas Chilenas de Tomas Antônio Gonzaga.
Outra construção do século XVIII é a chamada Casa Azul, onde nos dias de hoje funciona uma repartição pública federal. Tem ainda outra atração que é a chamada Casa Borba Gato. O nome é um chamariz turístico tomado da rua onde o casarão está situado; ao contrário do que este sugere, o famoso desbravador do Sabarabuçu nunca morou ali. Trata-se da antiga Rua da Cadeia que foi rebatizada com o nome do bandeirante em 1911. A casa, construída pela família Guimarães em 1814, já foi hotel, escola, casa de padre e, hoje, é uma instituição do Instituto do Patrimônio Histórico e Artístico Nacional voltada para a preservação do patrimônio histórico da cidade.
Há, entre outros, também, a antiga casa de Câmara e Cadeia do século XIX. Localizada próxima ao chafariz do Kaquende, preserva suas características arquitetônicas e abriga hoje a biblioteca pública municipal em seu andar superior. Sua visitação é aberta durante o horário de funcionamento da biblioteca.

### Chafarizes
Sabará possui ainda muitos antigos chafarizes, sendo os mais conhecidos o do Kaquende, construído em 1757 na Rua São Pedro no antigo centro comercial da cidade, o do Rosário, instalado ao lado da igreja de mesmo nome na Praça Melo Viana, e o da Corte Real.

### Igrejas
Sabará possui um dos mais notáveis acervos de igrejas setecentistas de Minas:
- Nossa Senhora do Ó de 1717 uma das mais representativas do barroco mineiro, possui influência chinesa em sua arquitetura externa e na decoração interna, o seu nome é devido às ladainhas de Nossa Senhora que sempre começam com o Ó e seguem com algum louvor ou agradecimento;
- Nossa Senhora da Conceição de 1710, matriz da cidade, localizada na praça Getúlio Vargas (cidade antiga);
- Nossa Senhora do Carmo de 1763, com várias obras de Aleijadinho;
- Nossa Senhora das Mercês de 1781 (na primeira imagem do artigo) dos homens pardos, com linhas arquitetônicas simples, sem ornamentações internas, mas localizada em lugar privilegiado na composição da paisagem urbana;
- Igreja de Nossa Senhora do Rosário dos Pretos de 1713, inacabada pelos escravos da Irmandade dos Homens Negros da Barra do Sabará, os quais a construíram e pararam a partir da abolição da escravidão em 1888.[15][16]
- Igreja de Nossa Senhora da Assunção, no distrito de Ravena, também do século XVIII. Localizada no antigo arraial da Lapa, possui registro de batismo de 1727,[14] o que indica que sua construção se deu antes dessa data. Possui inestimável tesouro barroco e foi elevada à condição de Matriz em 1855.[14] Em 2010 passou por um processo de recuperação pelo IEPHA;[17]
- São Francisco de 1781, possui sala-consistório, sacristia na parte posterior, tribuna na capela-mor, púlpitos no arco-cruzeiro além de a maior altura da nave entre as igrejas da cidade;
- Capela de Sant'Ana de 1747, localizada no Arraial Velho, primeiro povoamento a se formar em Sabará, onde Borba Gato possuía lavra de ouro. No adro há um sino com inscrição de 1759. Sua decoração interior é em estilo Dom João V. com as paredes em canga de pedra à vista.[14] É um dos possíveis locais de sepultamento do bandeirante Borba Gato.[carece de fontes?]
- Várias capelas, tais como a de Santo Antônio, no distrito de Pompéu, a de Nossa Senhora do Rosário em Ravena, a de Nossa Senhora do Pilar no Terra Santa e a do Nosso Senhor Bom Jesus no Morro da Cruz;[14]
- Além das capelas dos Passos, espalhadas pela cidade.[18]

### Casa da Ópera
Sabe-se que a primeira Casa da Ópera da Vila Real de Nossa Senhora da Conceição de Sabarabuçu fora construída antes mesmo de 1771, mas a partir de 1783, já estava completamente abandonada, já que as apresentações teatrais passaram a ser executadas em um palco de madeira construído em uma praça pública.
A atual Casa da Ópera, também conhecida como Teatro Municipal, foi construída em 1819 através de um imenso esforço da população local. O teatro foi inaugurado no dia 2 de Junho de 1819, dia do aniversario da Infanta Dona Maria da Gloria, Princesa da Beira. As apresentações incluíram os títulos "Maria Teresa, a Imperatriz da Áustria" e "Zelo d'amor".
O teatro foi construído na propriedade de Francisco da Costa Soares e manteve-se como teatro particular até o século XX. Foi construído no bairro mais aristocrático da cidade, na mesma rua onde se encontram alguns dos seus mais importantes edifícios, tal como a Casa da Câmara. A Rua Pedro II tinha aproximadamente 30 casas na época da construção do teatro.
Ao contrário do que se conhece pela tradição local, não se trata em absoluto de um teatro elisabetano. No que tange à arquitetura, se trata de um teatro barroco italiano típico, seguindo todos os parâmetros construtivos vigentes não só na Itália como também em Portugal durante os séculos XVIII e XIX. A sala segue a forma de ferradura contornada por três níveis de camarotes, num total de 41. O último andar, conhecido como "torrinha", não é dividido em camarotes e era reservado aos espectadores financeiramente menos favorecidos. O forro do teto é de taquara. Não se sabe ao certo se o forro original era do mesmo material, tendo sido o atual introduzido na reforma de 1970 realizada por Amadée.
O teatro possui uma das melhores acústicas da América Latina e apresenta uma atividade regular que tem sido apresentada com frequência na atual gestão da Secretaria de Cultura de Sabará. As apresentações incluem música de câmara e um repertório operístico.

### Museu do Ouro
Na antiga Casa de Intendência e Fundição do Ouro da Vila Real de Nossa Senhora da Conceição do Sabará, funciona atualmente o Museu do Ouro, que reserva objetos associados ao período de extração do ouro em Minas Gerais durante o século XVIII. Há também peças do mobiliário luso-brasileiro dos séculos XVIII e XIX, pratarias, arte sacra, aparelhos de chá, gomis e lavandas.
Em 2006, o museu completou 60 anos.

### Festas famosas
Festival de Jabuticaba: Sabará é a "Terra da Jabuticaba". Típica no Brasil, com maior produção no estado de Minas Gerais, a jabuticaba encontrou espaço nos quintais das casas de Sabará. A municipalidade incentiva a preservação das jabuticabeiras através de uma lei municipal que oferece desconto no valor do imposto sobre a propriedade predial e territorial urbana para cada árvore plantada em um imóvel. Em 2007, o Festival da Jabuticaba foi registrado como Patrimônio Imaterial do município. É uma festa bem conhecida na região que atrai um ótimo público.
Festival do Ora-pro-nobis: Esta hortaliça com seu valor alimentício e medicinal, ganha em Sabará relevância cultural. O cultivo da verdura é motivado pela tradição local com o crescimento da demanda por comida típica da região. Desde 1997,  é realizado anualmente no povoado de Pompéu (Sabará), o Festival do Ora-pro-nóbis, um  evento gastronômico do município que, além de incentivar a economia local no cultivo da planta, mantém o turismo da cidade. Pelo próprio nome Ora-pro-nóbis, que remete a uma oração, o turista é estimulado às delícias culinárias e às visitas aos patrimônios históricos religiosos sabarenses.

## Educação

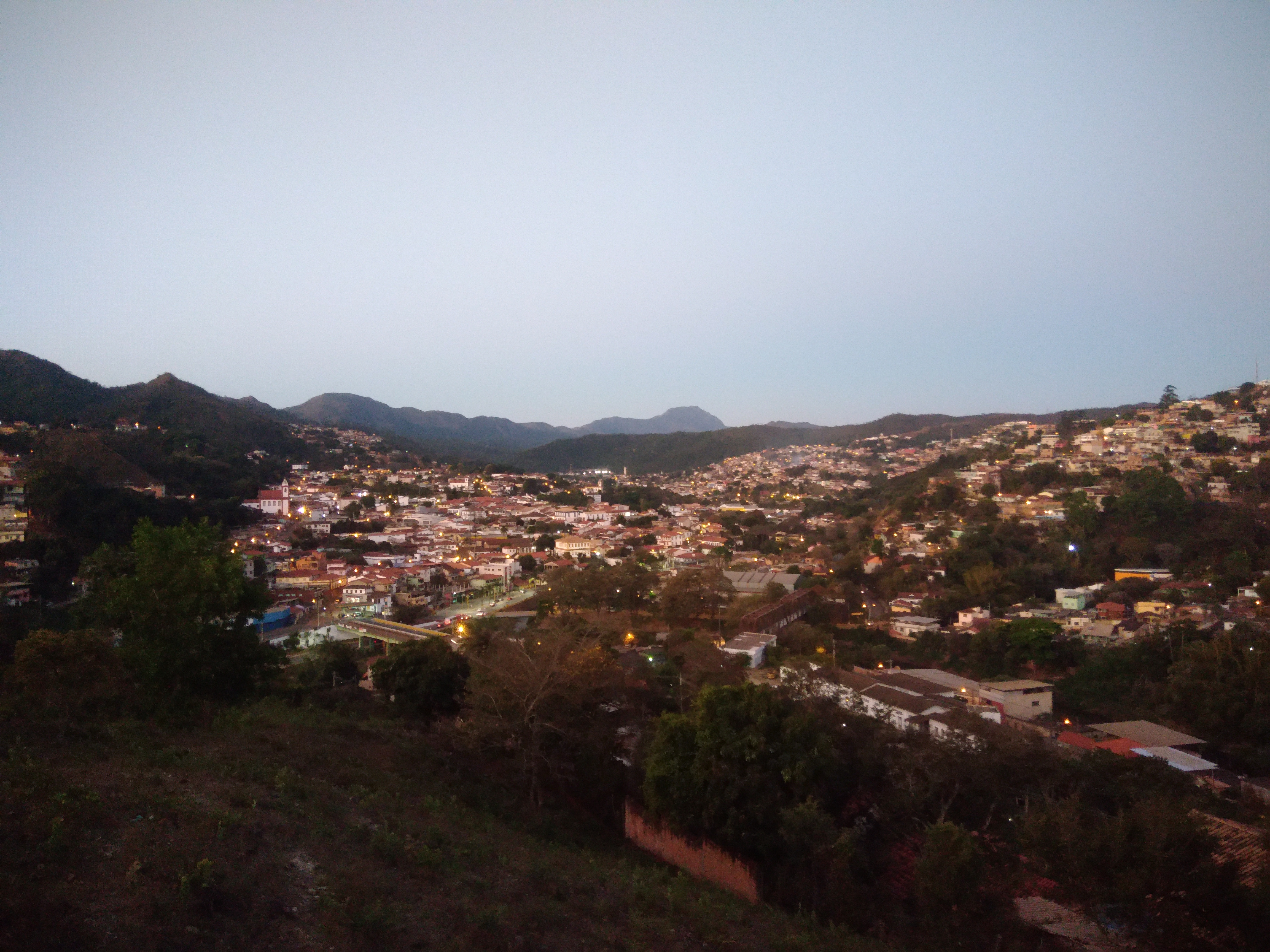
Vista parcial do centro histórico de Sabará e bairros adjacentes

### Ensino fundamental
De acordo com o censo educacional de 2004, realizado pelo Instituto Nacional de Estudos e Pesquisas Educacionais Anísio Teixeira, havia em Sabará naquele ano 40 escolas de ensino fundamental, sendo 21 municipais, 13 estaduais e 6 privadas.

### Ensino médio e superior
Sabará possui 11 escolas de ensino médio, sendo 8 pertencentes à rede estadual (ex.: Zoroastro Viana Passos, Castelo Branco, João de Arruda Pinto) e 3 pertencentes à iniciativa privada  Colégio Augustus, Colégio Vila Real). Possui a Faculdade de Sabará, fundada, 1998 e que ministra cursos superioriores presenciais, a distância e de pós-graduação.
Além das escolas mencionadas, Sabará conta com uma escola da Rede Federal de Educação Profissional e Tecnológica, o Instituto Federal de Minas Gerais Campus Sabará (IFMG Campus Sabará ), instituição fundada a partir de 2010 e que oferta formação profissional e tecnológica desde o ensino médio a pós-graduação.

## Jabuticaba-sabará
A cidade também deu nome a uma variedade de jabuticaba, menor do que a comum. O início do cultivo desse tipo de jabuticaba na cidade acabou rendendo-lhe o nome conhecido no país todo. Como características, esse fruto apresenta normalmente única semente e sabor mais doce, sendo suculenta. É fácil encontrar em Sabará o famoso licor de jabuticaba e a geleia do fruto, sendo comum a produção artesanal.